# پاکسازی: سال انتخابات
پاکسازی: سال انتخابات (به انگلیسی: The Purge: Election Year) یک فیلم ترسناک، اکشن و پادآرمانی به نویسندگی و کارگردانی جیمز دموناکو، محصول سال ۲۰۱۶ آمریکا است.

## داستان
هجده سال بعد، در سال ۲۰۴۰، چارلی روآن سناتور آمریکا است که برای ریاست جمهوری آمریکا فعالیت می‌کند و قول عمل اجرایی برای پایان دادن به شب‌های سالانه پاک سازی را می‌دهد.

## بازیگران
- فرانک گریلو در نقش لئو بارنس
- الیزابت میچل در نقش سناتور چارلی روآن
- کریستی کوکو در نقش چارلی روآن جوان
- میکلتی ویلیامسون در نقش جو دیکسون
- جوزپ جولیان سوریا در نقش مارکوس
- بتی گابریل در نقش لنی روکر
- تری سرپیکو در نقش ارل دنزینگر
- ادوین هودگ در نقش دانته بیشاپ
- کایل سکور در نقش وزیر ادویگ اونز
- لیزا کولون-زایاس در نقش داون
- جرد کمپ در نقش روندو
- اتان فیلیپس در نقش رئیس کوپر
- آدام کانتور در نقش اریک باسمالین قد بلند
- کریستوفر جیمز بیکر در نقش هارمون جیمز
- بریتینی میرابل در نقش کیمی
- ریموند جی. بری در نقش کیلب وارن
- راکوئل داوینشره در نقش نانسی کاریگان